# Affaire Farewell
L'affaire Farewell est une affaire d'espionnage durant laquelle Vladimir Vetrov, un agent du KGB, transmet durant les années 1980 des milliers de documents internes secrets du KGB à la direction de la Surveillance du territoire (DST). Il s'agit de l'une des plus grandes affaires d'espionnage de la guerre froide et du XXe siècle.

## Contexte

### Parcours au KGB en France
En 1959, l'ingénieur Vladimir Vetrov postule librement au KGB et y est admis. Au sein de l'Académie Dzerjinski, il apprend l'anglais ainsi que le français. En 1965, il est envoyé à l'ambassade de l'URSS à Paris, où il recrute des Français en vue d'amplifier l'espionnage scientifique et industriel soviétique dans le pays. Il est repéré par la direction de la Surveillance du territoire. Il se lie d'amitié avec Jacques Prévost, un honorable correspondant de la DST et cadre chez Thomson-CSF. Lorsque Vetrov, éméché, détruit sa voiture de fonction dans un accident de voiture près de Montsoult, Prévost fait réparer à ses frais la voiture en urgence.
En 1970, Vetrov est rapatrié à Moscou. Si le KGB cherche à le renvoyer en France du fait de ses compétences en français, le ministère des Affaires étrangères, prévenu par la DST, refuse de lui fournir le visa lui permettant de travailler au consulat général de l'Union soviétique à Marseille.

### Mise au placard de Vetrov à Moscou
La mission de Vetrov au Canada en 1974 se passe mal et il est rapatrié à Moscou au bout de neuf mois à peine, en mars 1975, ce qui semble mettre sa carrière dans une impasse. Vetrov est nommé assistant au chef du 4e département (information et analyse) de la direction T (espionnage scientifique et technique) au nouveau quartier général de la première direction générale du KGB inauguré en 1972 à Iassenevo, en périphérie de Moscou. Il a accès aux informations sur l'ensemble des sources que sont les informateurs occidentaux.
Ce qui s'apparente à une mise au placard se double de problèmes familiaux : sa femme le trompe et lui a une relation avec une interprète. Désabusé, Vetrov n'a plus foi en l'URSS comme « patrie des travailleurs » et décide de la trahir.

## Circonstances

### Premiers contacts avec la DST
Vladimir Vetrov contacte par deux messages la Direction de la Surveillance du territoire, chargée du contre-espionnage français, entre la fin de l'année 1980 et février 1981. Le choix de Vetrov est déterminé par le fait que ce service est moins surveillé par le KGB que d'autres services de renseignement occidentaux.
La mise en contact se fait en plusieurs étapes. Vetrov demande à son beau-frère, qui est un chanteur en vogue dans les pays d'Europe de l'Est, de profiter de sa tournée en Hongrie où les courriers vers l'Ouest sont peu contrôlés pour envoyer une lettre qu'il a écrite à Jacques Prévost, son ami français. Ce dernier reçoit la lettre le 2 novembre 1980. Si la lettre est dans son contenu anodine, Prévost comprend que Vetrov veut entrer en contact avec lui et il alerte la DST. Une deuxième lettre arrive, plus pressante, dans les mois qui suivent.

### Mise en place de l'opération
Le siège de la DST à Paris est rapidement prévenu de la volonté de Vetrov de travailler comme taupe grâce aux contacts de Prévost, honorable correspondant du service français. Comme le service n'a pas d'agent à Moscou (n'étant pas censé intervenir en territoire étranger, contrairement au SDECE, qui deviendra la DGSE), il a recours à Xavier Ameil, ingénieur chez Thomson-CSF, qui est en poste à Moscou depuis le 5 janvier 1979, où il travaille avec Prévost. Le 5 mars 1981, une rencontre a lieu dans la voiture d'Ameil. Vetrov ne demande pas son exfiltration vers la France mais veut fournir des informations à la France.
L'opération est acceptée par Marcel Chalet, directeur de la DST. Il attribue à Vetrov le nom de code « Farewell ». Le mot anglais est choisi à dessein car il permet, en cas d'échec de l'opération, d'attribuer l'histoire à un service de renseignement anglo-saxon.
Un circuit de transmission des documents est créé : Vetrov confie les documents à Prévost, qui les donne à son subordonné Xavier Ameil. À partir du 15 mai 1981, afin d'épargner Ameil, les documents transitent par Patrick Ferrant, attaché militaire à l'ambassade de France à Moscou et couvert par l'immunité diplomatique.
Les documents, qui sont traités à Paris par la DST, révèlent l'organisation de l'espionnage technologique soviétique en Europe de l'Ouest et aux États-Unis.

### Information du président de la République et des autorités
Marcel Chalet, comprenant l'importance de l'opération, cherche à ce qu'un minimum de personnes soit mis dans la confidence. Il prend ainsi les précautions pour éviter toute fuite. Du fait de l'élection présidentielle de mai 1981, il n'en informe pas le président de la République Valéry Giscard d'Estaing. Toutefois, d'après certaines sources, Valéry Giscard d'Estaing avait déjà été mis au courant dans les tout derniers jours de son mandat. Il n'aurait rien dit de l'affaire, d'après ses propres mémoires, et d'autres sources de la nouvelle équipe, lors de son entretien avec François Mitterrand le jour de son investiture, le 21 mai 1981.
Une fois François Mitterrand au pouvoir, Marcel Chalet rapporte l'information à son ministre, Gaston Defferre. Ce dernier aurait recommandé de ne rien dire au ministre de la Défense, Charles Hernu (« N'en parlez pas à Hernu. Il raconte tout à sa femme ! »). Chalet demande un entretien avec le président, mais ne l'obtient pas avant la garden-party du 14 juillet au palais de l'Elysée.
L'entretien a lieu en présence du président de la République, du ministre de l'Intérieur Gaston Defferre, du directeur de cabinet de ce dernier Maurice Grimaud et du secrétaire général de la présidence de la République, Pierre Bérégovoy. François Mitterrand se serait montré intéressé et aurait recommandé de ne pas informer le SDECE. Pierre Mauroy, le Premier ministre, n'aurait été informé de l'affaire qu'après son dénouement. Le général Jean Saulnier, chef d'état-major particulier du président, et le général Jeannou Lacaze, chef d'état-major des armées, auraient, eux, été tenus au courant depuis l'entrevue du 14 juillet.

## Développements

### Collaboration entre la DST et la CIA
Lors du sommet du G7 à Ottawa, du 17 au 20 juillet 1981, François Mitterrand met personnellement au courant Ronald Reagan, qui d'après certaines sources l'aurait déjà été depuis le début de l'opération. La transmission de l'information, d'abord infructueuse (François Mitterrand, qui ne parle pas bien l'anglais, aurait dit « Farewell », à Ronald Reagan, qui en retour n'aurait pas compris pourquoi François Mitterrand lui disait « Au revoir »), a finalement lieu avec succès grâce à des interprètes. Ce geste aurait rassuré les Américains, très inquiets de l’entrée de ministres communistes dans le gouvernement français. Au cours de l'été (ou avant, selon certaines sources), une coopération aurait été mise en place et la DST aurait transmis aux Américains certaines informations sur le degré de l'infiltration par les différents services d'espionnage de l'Union soviétique.
En collaboration avec la DST, la Central Intelligence Agency (CIA) fournit à Vetrov un appareil photo miniaturisé avec des pellicules très perfectionnées utilisées dans les satellites. À son bureau, Vetrov coinçait les pages des documents avec ses coudes et les photographiait, chaque cassette permettant cent prises de vues. Avertissant la DST que les pellicules ne pouvaient être développées que par la CIA, dans un laboratoire dédié à cette machine, les Américains exigent que la DST leur envoie toutes les photographies. Les services français, avec le concours de Kodak, réussissent à les développer seuls.
En décembre 1981, Gus W. Weiss (en), l'un des adjoints de Richard V. Allen au Conseil de sécurité nationale, persuade William Casey, le directeur de la CIA, de laisser filer de faux renseignements en matière de technologie aux espions soviétiques, plan qu'approuve le président Ronald Reagan.

### Transferts d'informations
Selon Marcel Chalet, « Farewell » aurait fourni à la France entre 1981 et 1982, 2 997 pages de documents, en majeure partie frappés du cachet indiquant le niveau de classification maximal, ainsi que les méthodes d'espionnage industriel et scientifique par les Soviétiques. Vetrov aurait fourni également une liste de 250 officiers de renseignement de ligne X du KGB, c'est-à-dire ceux chargés de rechercher les renseignements scientifiques et techniques à travers le monde, et de 170 officiers de renseignement appartenant à d'autres directions du KGB et du GRU.

## Décisions prises sur la base des informations

### Expulsion d'agents du KGB de France
Peu après la nomination du préfet Yves Bonnet à la tête de la DST en remplacement de Marcel Chalet atteint par la limite d'âge, la France décide le 5 avril 1983 d'exploiter une partie des informations fournies par Vetrov pour faire expulser 47 ressortissants soviétiques soupçonnés d'espionnage en France. Sur ce total, 40 étaient investis de fonctions diplomatiques, dont 12 à l'UNESCO, huit étaient chargés du renseignement technologique et figuraient sur la liste fournie par Vetrov, deux exerçaient le métier de journaliste à l'agence Tass et cinq officiaient dans différents organismes commerciaux. Parmi les noms se serait trouvé Nikolaï Nikolaïevitch Tchetverikov, « rézidiente » (chef de station) du KGB à Paris de 1977 à 1983 ainsi que ses cinq adjoints, « vice-rézidiente ».
Sur instruction de François Mitterrand en date du 26 mars 1983, le directeur de cabinet du ministère des Affaires étrangères de Claude Cheysson, François Scheer, notifie le 28 mars 1983 Nikolaï Afanassievski, ministre-conseiller à l'ambassade d'URSS, en fait lui-même officier du KGB, des expulsions à venir, fixées huit jours plus tard le 5 avril. Il lui montre une photocopie de la première page du rapport 1980 de la VPK, la Commission de l'industrie militaire, intitulé « Résultat de l'étude et de l'exploitation des informations spéciales recueillies en 1980 », exemplaire numéro 1 à destination de Iouri Andropov, qui lui a été fourni par la DST. D'après certaines sources, les Soviétiques auraient été en mesure d'identifier la source de la DST en déterminant qui avait été en possession de ce document, alors que pour d'autres, l'élément présenté était volontairement trop mince pour remonter jusqu'à la taupe.
Après protestations des Soviétiques, Francis Gutmann, secrétaire général du Quai d'Orsay et conseiller du ministre des Relations extérieures Claude Cheysson, et Pierre Mauroy, le Premier ministre, reçoivent l'ambassadeur d'URSS Iouli Vorontsov pour lui confirmer les expulsions le 30 mars et le 1er avril.
À la suite de ces expulsions, la direction de la rezidentura du KGB à Paris va rester vacante jusqu'en 1986 avec l'arrivée d'Anatoli Viktorovitch Khramtsov.

### Expulsion d'agents du KGB des États-Unis
Ronald Reagan ordonne l'expulsion de plus de deux cents diplomates affiliés au KGB.

### Identification d'une taupe soviétique au sein de Thomson
Les documents de Vetrov permettent également d'identifier comme espion l'ingénieur Thomson-CSF Pierre Bourdiol, nom de code « Borde » ,, qui transmettait pour des raisons idéologiques des renseignements à l'Union soviétique depuis 1970 sur les satellites Symphonie et les fusées Ariane.

## Postérité

### Fin de la transmission d'informations
Peu auparavant, Vetrov, qui serait devenu paranoïaque et aurait craint d'être démasqué, aurait tenté le 22 février 1982 au cours d'une rixe nocturne en pleine rue provoquée par l'ébriété d'assassiner sa maîtresse Ludmilla. À cette occasion, il aurait tué un milicien soviétique tentant de s'interposer. Toujours est-il qu'arrêté, il ne peut se présenter le lendemain au rendez-vous prévu avec son officier traitant Patrick Ferrand ni à la rencontre de repêchage prévue en cas de difficultés le troisième vendredi du mois, le 19 mars 1982.
Il aurait donc été condamné le 3 novembre 1982 à 12, ou 15 années selon les sources, de camp pour crime passionnel, sans que les autorités n'aient démasqué son activité d'espionnage au profit de la France.

### Découverte par le KGB et exécution de Vetrov
Ce serait seulement un an plus tard, le 24 septembre 1983, que les enquêteurs du KGB l'auraient identifié comme le traître qu'ils recherchaient à la suite d'une enquête démarrée en août 1983 pour identifier la source des expulsions d'avril 1983. Pour d'autres sources, cette première arrestation aurait été une mise en scène et une manipulation des services soviétiques qui l'avaient déjà identifié, et qui essayeront d'attirer les services français et américains dans un piège. Il aurait été condamné à mort le 14 décembre 1984 puis exécuté d'une balle dans la nuque dans un sous-sol de la prison de Lefortovo à Moscou fin décembre 1984 ou en janvier 1985 selon les sources.
Son officier traitant, Patrick Ferrant, revient en France le 2 juillet 1983 par la frontière finlandaise.

### Adaptation cinématographique
- L'Affaire Farewell, film de Christian Carion, sorti en 2009 avec Emir Kusturica et Guillaume Canet dans les rôle principaux[19].